# ریچارد راجرز
ریچارد جُرج راجرز (به انگلیسی: Richard Rogers)؛ (۲۳ ژوئیهٔ ۱۹۳۳ – ۱۸ دسامبر ۲۰۲۱) معمار ایتالیایی‌تبار بریتانیایی بود. از وی به عنوان یکی از جسورترین و جریان‌سازترین معماران مدرن سده کنونی یاد می‌شود.

## فعالیت‌ها
ریچارد راجرز در دانشگاه ییل درس خواند و مدتی با نورمن فاستر همکاری می‌کرد.
در سال ۱۹۷۱ ریچارد راجرز به همراه با رنزو پیانو، در مسابقهٔ طرح ساختمان مرکز ژرژ پمپیدو در پاریس در میان ۶۸۱ شرکت‌کننده برنده اعلام شدند. نمای این ساختمان را مجموعه‌ای از دودکش‌ها، آبگردان‌ها، لوله‌های تأسیساتی و ستون‌ها، تیرها، بادبندها، راه پله‌ها و مسیرهای رفت‌وآمد تشکیل می‌داد. ساخت این مرکز هنری و فرهنگی بزرگ در ۱۹۷۱ آغاز و در ۱۹۷۷ به پایان رسید. این معماران آغازگر سبکی در اروپا بودند که به نام معماری های-تک یا تکنولوژی پیشرفته معروف شد.

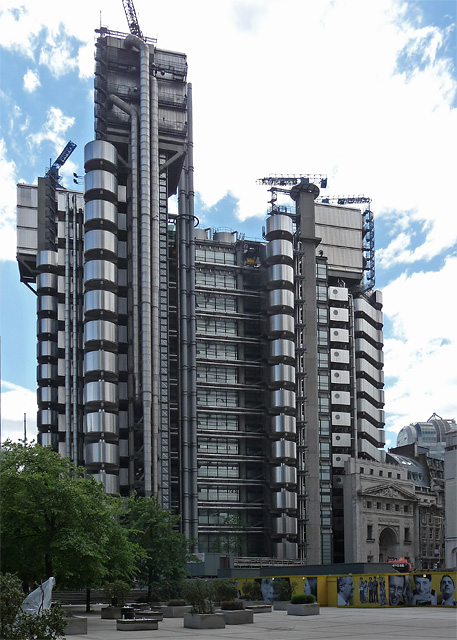
ساختمان لویدز

در سال ۱۹۹۹ گنبد هزاره لندن را طراحی کرد که در طراحی آن از صور فلکی الهام گرفته‌است.
از کارهای دیگر او می‌توان ساختمان لویدز و مجمع عمومی ولزی‌ها را نام برد.
ریچارد راجرز در ۱۸ دسامبر ۲۰۲۱ در سن ۸۸ سالگی در لندن درگذشت.